# Agathis miocenica
Agathis miocenica är en stekelart som först beskrevs av Cockerell 1927.  Agathis miocenica ingår i släktet Agathis och familjen bracksteklar. Inga underarter finns listade i Catalogue of Life.